# Marta Waldera
Marta Waldera (ur. 16 października 1972 w Rudzie Śląskiej) – polska aktorka teatralna i filmowa. 

## Życiorys
W 1999 roku ukończyła studia na wrocławskim zamiejscowym wydziale krakowskiej PWST. Od 2008 roku gra w Teatrze im. Juliusza Słowackiego w Krakowie.
W kwietniu 2008, wraz z Marią Dąbrowską i Małgorzatą Klarą, zdobyła Nagrodę Magnolii – Nagrodę Miasta Szczecina na 43 Przeglądzie Teatrów Małych Form Kontrapunkt, za spektakl Idiotki (scenariusz i reżyseria Marcin Wierzchowski).

## Filmografia
- 2007: Pora umierać – synowa Anieli
- 2009: Zgorszenie publiczne –  Halinka
- 2016: Bóg w Krakowie – Paulina, żona Olafa
- 2018: Kler – Grzelakowa
- 2019: Znajdę Cię – Emilin Horst
- 2019: DNA – pielęgniarka (odc. 2, 3)
- 2019: Boże Ciało – policjantka
- 2019: Zakochani po uszy – właścicielka karczmy (odc. 1, 3, 10)
- 2021: Papiery na szczęście – Hanna (odc. 5, 6)
- 2022: Bunt! – biolożka